# Lonjin
Lonjin (Servisch cyrillisch Лоњин) is een plaats in de Servische gemeente Ljubovija. De plaats telt 337 inwoners (2002).